# Fundación (Repubblica Dominicana)
Fundación è un comune della Repubblica Dominicana di 8.120 abitanti, situato nella Provincia di Barahona. Comprende, oltre al capoluogo, un distretto municipale: Pescadería.